# Bhundu Boys
Los Bhundu Boys fueron una banda de Harare, Zimbabue que tocaba una mezcla de música chimurenga con influencias de rock and roll, disco, country y afropop. Su estilo se conoce como jit y se hizo popular en África durante la década de 1980, alcanzando cierto éxito en Reino Unido.
El nombre bhundu (que significa "arbusto" o "jungla"), hace referencia a los jóvenes que ayudaban a los guerrilleros nacionalistas durante la guerra civil de la década de 1970 contra el gobierno de minoría blanca de lo que entonces era Rodesia. El cantante principal del grupo, Biggie Tembo, fue un «bhundu boy».

## Historia

### Primeros años
Los Bhundu Boys grabaron su primer sencillo de vinilo de siete pulgadas “Une Shuwa Here" en Shed Studios en Harare en agosto de 1982, como un esfuerzo del estudio por patrocinar a más músicos locales. Shed Studios era propiedad de Steve Roskilly y Martin Norris, con Roskilly como ingeniero principal y Bothwell Nyamhondera como baterista de sesiones. Firmaron un contrato de tres años en febrero de 1983 y lanzaron un sencillo casi todos los meses durante ese periodo en el sello Rugare del estudio. Entre 1982 y 1986, los Bhundu Boys alcanzaron así la cima de la escena musical de Zimbabue, con cuatro éxitos número uno: "Baba Munini Francis", "Wenhamo Haaneti", "Hatisitose" y "Tsvimbodzemoto".

### Éxito en el Reino Unido
Atrajeron la atención de Owen Elias y Champion Doug Veitch, quienes lanzaron un EP de la banda en el Reino Unido con licencia de Shed Studios en 1985. Esto llamó la atención de los DJ's John Peel y Andy Kershaw, quienes promocionaron la banda en BBC Radio. En septiembre de 1985, Shed Studios extendió el contrato la banda por otros tres años y continuó grabando su música. A partir de la atención de Peel y Kershaw, su primer álbum del Reino Unido, una compilación de música lanzada en Zimbabue, Shabhini, fue lanzado en el sello Discafrique en 1986.
La banda viajó al Reino Unido en 1986 para una gira en vivo organizada por Elias, y el escocés Gordon Muir, quien se convirtió en su manager. Después de una gira de un año, con base inicialmente en Hawick, Escocia y viajando sin descanso, la banda parecía estar al borde de un gran avance comercial. Fueron teloneros de artistas ingleses como Eric Clapton y Elvis Costello, y Madonna les pidió que fueran su acto de apoyo en el estadio de Wembley en 1987.
En octubre de 1986, justo antes de lanzar el segundo álbum británico de la banda, Tsvimbodzemoto, los Bhundu Boys se reunieron con Steve Roskilly y solicitaron que su contrato con Shed Studios se rescindiera antes, a recomendación de su mánager que pretendía contratarlos con Warner Records. Al final se acordó que el contrato sería anulado a cambio de los derechos asociados con las grabaciones existentes de Shed, que se asignarían al estudio a perpetuidad. La banda tocó en América del Norte, Australia y Hong Kong. Comentando sobre el grupo, Andy Kershaw dijo que durante la cima de su popularidad eran "...la banda de pop más natural, sin esfuerzo y pegadiza que he escuchado"; John Peel declaró romper en lágrimas cuando vio a la banda tocar en vivo primera vez.

### Declive y ruptura
A finales de los años ochenta, la banda comenzó un largo período de giras, lanzando otros CD independientes, pero su alineación comenzó a desmoronarse. Warner rescindió su contrato después del fracaso comercial de su segundo álbum en el sello, Pamberi. El cantante principal Biggie Tembo había alcanzado cierta celebridad en la televisión y la prensa británica y zimbabuense, lo que irritó al resto de la banda, especialmente al guitarrista Rise Kagona, y culminó con Tembo dejando la banda en 1990 luego de un altercado en el aeropuerto de Harare.
Tres miembros de la banda murieron por complicaciones del SIDA: David Mankaba (muerto en 1991), su reemplazo Shepherd Munyama (muerto en 1992) y Shakespear "Shakie" Kangwena (muerto en 1993). Tembo intentó regresar al grupo colaborando con una banda de Bristol, Startled Insects, sin éxito. Al regresar a Zimbabue a principios de la década de 1990, produjo y grabó nuevamente en Shed Studios, incluidos dos álbumes (Baba of Jit y Out of Africa), ninguno de los cuales fue lanzado o propiamiente distribuido. Tembo cayó en depresión, se convirtió en un cristiano practicante y se suicidó ahorcándose en un hospital psiquiátrico de Harare en 1995, donde había sido internado ante episodios de arrebatos violentos.
Los miembros restantes de la banda grabaron dos álbumes más. Muir dejó su gestión en circunstancias controvertidas cuando los ingresos de la banda se agotaron. En 1996 vendió la casa de la banda en Kensal Rise, Londres como parte de la liquidación de los activos de la banda, y los miembros sobrevivientes del grupo comentaron que no recibieron casi nada del trato; así como la sospecha que Muir había usado dinero de la banda para comprarla en primer lugar, usando su anticipo de Warner sin permiso. La banda se disolvió formalmente en 2000 después de que el bajista Washington Kavhai fuera encarcelado por una condena por agresión. En 2001, Shed Studios publicó un álbum recopilatorio de las grabaciones de Bhundu Boys realizadas en Zimbabue, titulado The Shed Sessions.

## Miembros
- Kenny Chitsvatsva - batería, coros
- David Mankaba - bajo, coros
- Rise Kagona - guitarra, coros
- Biggie Tembo - guitarra, voz principal
- Shakespear ("Shakie") Kangwena - teclado, coros
- Shepherd Munyama, bajo, reemplazó a David Mankaba
- Washington Kavhai, bajo, voz, reemplazó a Shepherd
- Kuda Matimba, teclado, voz, reemplazó a Shakespear

## Discografía
- Une Shuwa Here (Rugare, 1982)
- Kuroja Chete (Rugare, 1983)
- Kumbirayi (Rugare, 1983)
- Zvichatinetsa (Rugare, 1983)
- Pachedu (Rugare, 1983)
- Chekudya Chose (Rugare, 1983)
- Nhai Mukoma (Rugare, 1983)
- Hupenyu Hwangu (Rugare, 1983)
- Faka Puresha (Rugare, 1984)
- Wakandiparadzisa Musha (Rugare 1984)
- Shabhini (Rugare 1984)
- Ziva Kwawakabva (Rugare 1984)
- Ndipo Mari Yangu (Rugare 1984)
- Wakasikitei Satani (Rugare 1984)
- Dai Ndakaziva (Rugare, 1984)
- Wehamo Haaneti (Rugare, 1984)
- Zvandinetsa (Rugare, 1984)
- Pendeke (Rugare 1984)
- Hatisitose (Rugare 1984)
- Vakaparei (Rugare, 1984)
- Baba Munini Francis (Rugare, 1984)
- Wafungeyiko (Rugare 1984)
- Tsvimbodzemoto (Rugare 1985)
- Manhenga (Rugare 1985)
- Simbimbino (Rugare 1985)
- Kupedza Muto (Rugare 1985)
- Chimanimani (Rugare 1985)
- Zvandinetsa (Rugare 1986)
- Muchihwa (Rugare 1986)
- Shabini (DiscAfrique, Afril02, 1986)
- Tsvimbodzemoto (DiscAfrique, Afrilp03, 1987)
- True Jit (WEA 242203-2, 1987)
- Pamberi (WEA, 1989)
- Live at King Tut's Wah Wah Hut (DiscAfrique, Afrilp007, 1990)
- Friends on the Road (Cooking Vinyl, 1993) con Latin Quarter y Hank Wangford
- Muchiyedza (Cooking Vinyl 1997)
- The Shed Sessions (Sadza, 2001)